# Loch Brack
Loch Brack är en sjö i Storbritannien.   Den ligger i riksdelen Skottland, i den centrala delen av landet, 500 km nordväst om huvudstaden London. Loch Brack ligger 243 meter över havet.  Trakten runt Loch Brack består i huvudsak av gräsmarker.